# 아라비아땃쥐
아라비아땃쥐(Crocidura arabica)는 땃쥐과에 속하는 포유류의 일종이다. 오만과 예멘의 아라비아 반도 남부 지역에서 발견되며, 해안가 평원에서 서식한다.